# Parantica marcia
Parantica marcia is een vlinder uit de familie Nymphalidae, onderfamilie Danainae.
De wetenschappelijke naam van de soort is voor het eerst geldig gepubliceerd in 1916 door James John Joicey & George Talbot.
De soort komt alleen voor in Indonesië. Hij staat op de Rode Lijst van de IUCN als bedreigd.